# Payleven
Payleven war ein 2012 gegründeter Mobile-Payment-Anbieter mit Sitz in Berlin und London. Mit Payleven wurde es Gewerbetreibenden ermöglicht, Debit- und Kreditkartenzahlung mithilfe des Smartphones oder Tablets abzuwickeln. Das Fintech-Startup-Unternehmen war in zehn europäischen Ländern aktiv: neben Deutschland und Großbritannien auch in Belgien, Frankreich, Irland, Italien, den Niederlanden, Österreich, Polen und Spanien. 2012 expandierte Payleven nach Brasilien. Im April 2016 wurde Payleven vom Wettbewerber Sumup übernommen.

## Produkte
Das mobile Bezahlsystem von Payleven ist App-basiert und kann mit zwei verschiedenen Geräten abgewickelt werden: mit Swipe & Sign und Chip & PIN. Die App ist kostenlos und mit iOS- und Android-Geräten kompatibel.

### Swipe & Sign
Swipe & Sign bestand aus einem Ansteckmodul, dem sogenannten Dongle, das entweder an das Smartphone oder an das Tablet angesteckt wurde. Nachdem die Karte durch den Magnetstreifenleser gezogen wurde, unterschrieb der Kunde auf dem Smartphone oder Tablet und die Transaktion wurde durch Versenden des Beleges per Mail abgeschlossen. Swipe & Sign wurde zuletzt nicht mehr angeboten, da es nicht mehr den Sicherheitsbedingungen entspricht.

### Chip & PIN
Mit der Einführung von Chip & PIN ist Payleven der erste Anbieter auf dem europäischen Festland gewesen, der alle Debit- und Kreditkarten akzeptierte. Der mobile Kartenleser ist ein separates Gerät, das mit dem Smartphone oder Tablet über Bluetooth verbunden wird und die Eingabe der persönlichen PIN auf einem Tastenfeld ermöglicht.
Im Frühjahr 2014 kündigte Payleven an, ein Kartenterminal auf den Markt zu bringen, welches Kartenzahlung über eine NFC-Schnittstelle möglich macht.